# De goochelaar (Californië)
De goochelaar is een schilderij vrij naar de Zuid-Nederlandse schilder Jheronimus Bosch.

## Voorstelling
Het stelt een goochelaar voor die een balletje-balletje-spel uitvoert voor een groep toeschouwers. Terwijl hij dit doet wordt een van de toeschouwers van zijn beurs beroofd. Het is een vrije kopie van het schilderij De goochelaar in het Musée Municipal in de Franse stad Saint-Germain-en-Laye of gaat terug op een gemeenschappelijk origineel. De voorstelling is hier echter cirkelvormig en enkele details, zoals het hondje en de ooievaar in het ronde venster linksboven ontbreken. Verder heeft de kopiist de hoeken gebruikt voor vier grisailles, die verwant zijn aan die op De keisnijding in het Noordbrabants Museum in 's-Hertogenbosch. Ook deze grisailles zijn aan Jheronimus Bosch ontleend: het mes in de mossel linksboven en de klomp met zeil rechtsboven zijn gekopieerd naar het Laatste Oordeel-drieluik in Brugge; de boomvrouw op de rat naar het Antonius-drieluik in Lissabon.

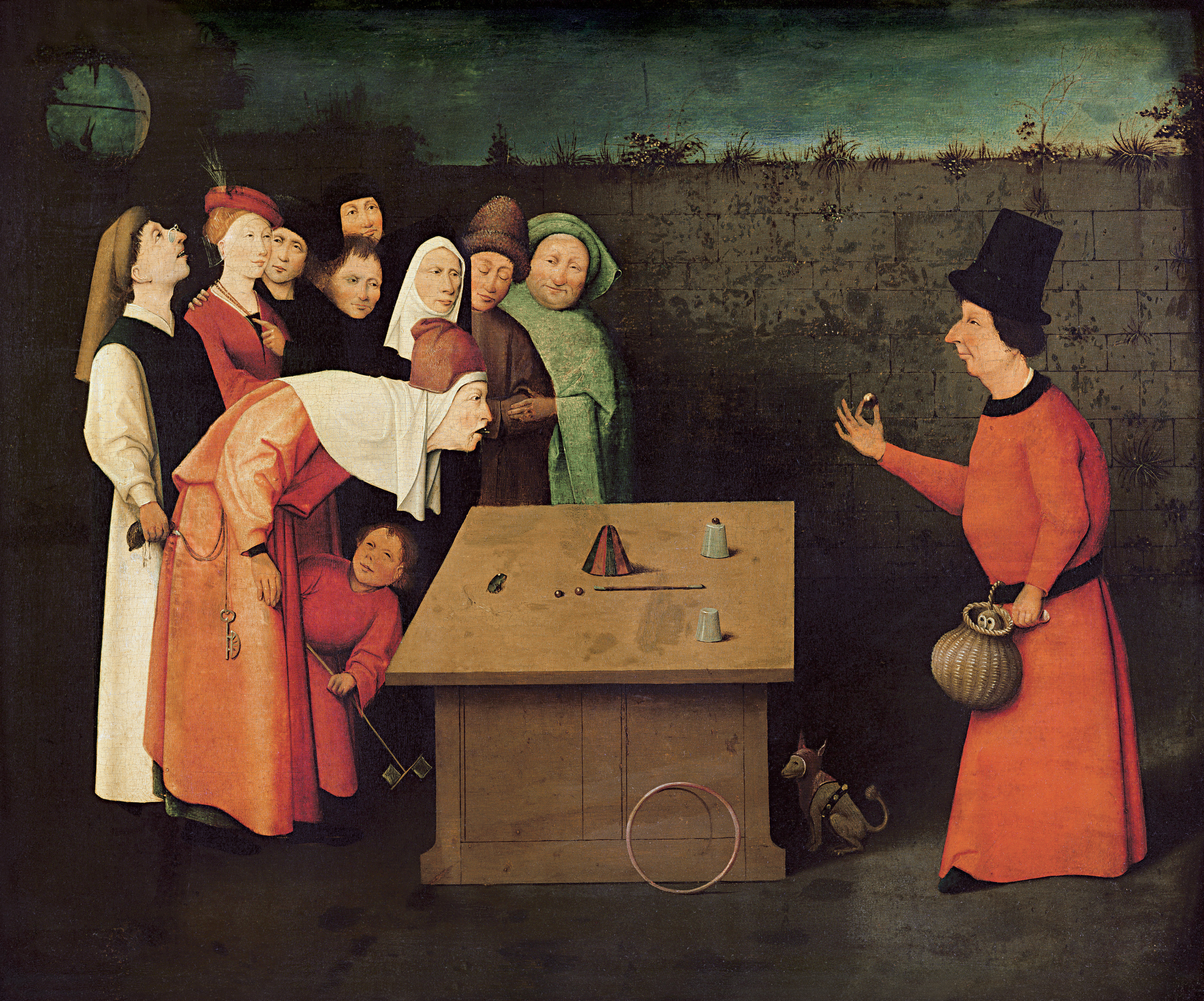
Jheronimus Bosch of naar Jheronimus Bosch. De goochelaar. Ca. 1502 of later. Saint-Germain-en-Laye, Musée Municipal.

De hoekgrisailles van de Goochelaar en de Keisnijding zijn in 1958 door kunsthistorica Lotte Brand Philip geanalyseerd en zij kwam tot de conclusie dat die van de Goochelaar verwijzen naar het flegmatisch temperament en het element water en die van de Keisnijding naar het sanguïnisch temperament en het element lucht. Beide werken zouden onderdeel zijn van een serie uitbeeldingen van oneervolle beroepen. Deze voorstellingen zijn allen cirkelvormig en vormden volgens haar samen de buitenzijde van een drieluik. Als overige twee voorstellingen noemt ze een Marskramer en een verloren gegane Hondeknuppelaar. Samen beeldden zij de vier temperamenten en de vier elementen uit.

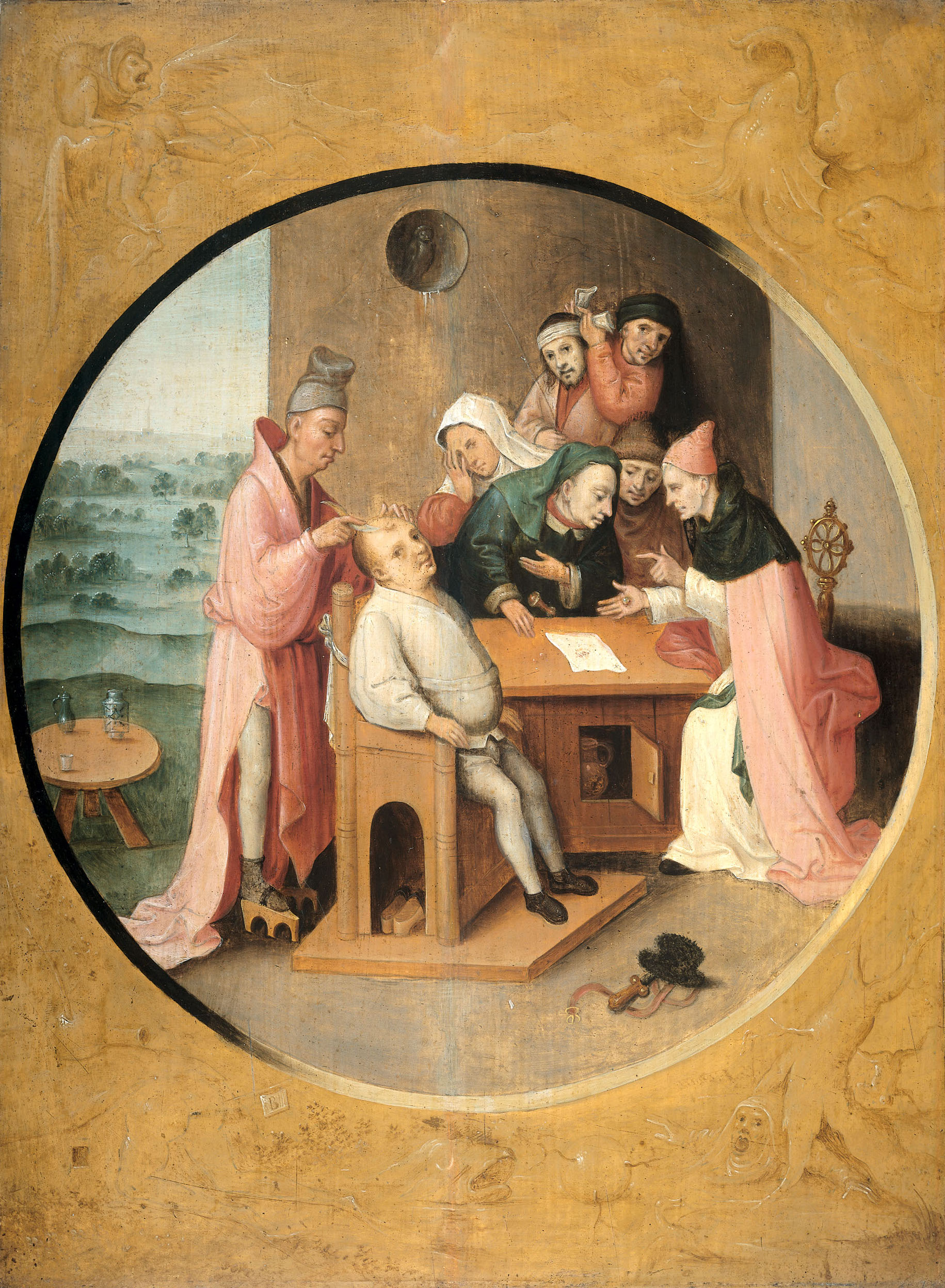
Naar Jheronimus Bosch. De keisnijding. Ca. 1552 of later. 's-Hertogenbosch, Noordbrabants Museum.

## Toeschrijving
Het werk wordt door de meeste auteurs gezien als kopie naar de Goochelaar in Saint-Germain-en-Laye. Brand Philip gaat ervan uit dat het origineel niet meer bestaat. Volgens haar moet dit origineel ook cirkelvormig zijn geweest en bevatte het dezelfde hoekgrisailles. Mogelijk hangt dit verloren gegane origineel samen met de tekening in het Louvre, waarvan gedacht wordt dat het een voorstudie van een tondo-compositie is. Infrarode opnamen laten zien dat de kopiist wijzigingen aanbracht aan de hoepel, die oorspronkelijk parallel geplaatst was, het gewaad van de goochelaar en het perspectivisch verloop van de tafel. De ondertekening is op veel plaatsen met het blote oog zichtbaar.

## Herkomst
Volgens aantekeningen van de Duitse kunsthistoricus Max Friedländer was het werk in december 1934 in het bezit van kunsthandel Robert Langton Douglas in Londen, daarna van E. and A. Silberman Galleries, New York en in 1950 van een niet met naam genoemd museum in de Verenigde Staten. Het werd in 1967 voor het laatst gesignaleerd op de grote Bosch-tentoonstelling in het Noordbrabants Museum als bruikleen van een privéverzamelaar in Californië.

## Tentoonstellingen
De goochelaar maakte deel uit van de volgende tentoonstellingen:
- Middeleeuwse kunst der Noordelijke Nederlanden, Rijksmuseum, Amsterdam, 28 juni-28 september 1958, cat.nr. 76, p. 84 (als Jheronimus Bosch?).
- Jheronimus Bosch, Noordbrabants Museum, 's-Hertogenbosch, 17 september-15 november 1967, cat.nr. 34, p. 131, (als ‘kopie naar Bosch’).